# Kapetan Kuka
Kapetan James Kuka je izmišljeni lik, glavni negativac u romanu Petar Pan, J. M. Barriea. On je okrutni kapetan piratskog broda Jolly Roger, te vladar piratskog sela/luke u Nigdjezemskoj. Najvažnije, on je najveći neprijatelj Petra Pana. Kažu da je Kuka bio vođa palube na brodu Crnobradog, te da je bio jedini čovjek kojega se Dugi John Silver ikada bojao.
Kuka nosi veliku željeznu kuku umjesto jedne ruke, koju mu je odrezao Petar Pan, te ju je poslije pojeo morski krokodil. Krokodilu se okus toliko svidio da stalno slijedi Kuku, nadajući se da će pojesti više. Srećom za Kuku, krokodil je progutao i sat, pa Kuka po otkucavanju može znati kada je krokodil u blizini. Kuka mrzi Petra Pana i živi za dan kada će njega i Izgubljene dječake natjerati da hodaju po dasci.
U filmovima i televizijskim serijama Kuku su glumili Dustin Hoffman (Kuka 1991.), Jason Isaacs (Petar Pan 2003.), Rhys Ifans (Neverland 2011.), Colin O'Donoghue (Jednom davno 2011.) i Garrett Hedlund (Pan 2015.). U animiranim filmovima glasove su mu posuđivali Ian McShane, Hans Conried, Tim Curry, Corey Burton i Tom Hiddleston.